# 伙計培基
伙計培基（EP-BASIC）是一套在DOS下執行，仿BASIC的中文程式語言。

## 缺點
1. 將的指令完全中文化，例如變成「列印」。因此反而難以使用（輸入程式碼的按鍵次數反而過多）。
2. 在運算較複雜的運算時，容易導致堆積溢位，發生內部錯誤。
3. 該軟體的磁片防拷與其市場定位僅限於繁體中文，導致在的市場上曇花一現，快速被市場所淘汰。

## 外部連結
- 中文EP-BASIC[永久]